# II. János athéni herceg
II. János (1317. április/május – Catania, 1348. április 3.), katalánul: Joan d'Aragó de Sicília, olaszul: Giovanni d'Aragona, spanyolul: Juan de Aragón, görögül: Ιωάννης της Αραγωνίας, athéni és neopatrasi herceg, valamint Randazzo őrgrófja, Málta grófja, és a Szicíliai Királyság régense. A Barcelonai-ház szicíliai ágának athéni oldalágából származott.

## Élete
Édesapja II. Frigyes szicíliai király, III. Péter aragóniai király és I. Péter néven szicíliai király, valamint Hohenstaufen Konstancia szicíliai királyi hercegnő fia.
Édesanyja Anjou Eleonóra nápolyi (szicíliai) királyi hercegnő, II. Károly szicíliai (nápolyi) király és Árpád-házi Mária magyar királyi hercegnő lánya.
János volt szüleinek hetedik gyermeke, és egyben ötödik, legkisebb fia a kilencből. János előtt két bátyja, Manfréd és Vilmos viselte az athéni hercegi címet.
1342 augusztusában meghalt legidősebb bátyja II. Péter, a trónon a fia, Lajos követte. Az ő kiskorúsága miatt nagybátyját, Jánost és édesanyját, Görzi Erzsébetet nevezték ki régensnek. János haláláig unokaöccse régense maradt, ezt követően az anyakirályné egyedül töltötte be a régensi tisztet. Az ő halála után a kiskorú király legidősebb nővére kormányozta Szicíliát, amíg öccse el nem érte a nagykorúságot. János a Szicíliában tomboló pestisjárvány áldozata lett. Néhány évvel később János fia, Frigyes, valamint Konstancia hercegnő és Lajos király is a pestis áldozata lett. 

## Gyermekei
- Feleségétől, Cesarina (Cesarea) Lancia (1320/25–?) grófnőtől, Péternek (Pietro Lancia), Caltanisetta[1] grófjának és Delia urának a leányától, három gyermek:
  - Frigyes (1340 körül – 1355. július 11.) athéni herceg, örökölte apja címeit, ő is a pestis áldozata lett
  - Eleonóra (1346 körül–1369 után), férje Guillen de Peralta, Castelbellotta grófja, utódok
  - Konstancia (1346 után–fiatalon)